# Фіглик
Фіглик (пол. Figlik, від нім. Figel — витівка, пустощі, жарти) — жанр давньої польської поезії; різновид вірша, близький до фацеції, фабліо чи шванка, жартівливих, сатиричних пісень, в основу яких покладено анекдот. Фіглиг широко побутував у західно-європейських літературах. 
Заснований фіглик на початку формування книжної поезії. Уперше термін ужито після смерті Миколи Рея як назва другого видання збірки його віршових анекдотів (1570). Із часом фіглик замінила фрашка. 

## Автори жанру
Майстрами фігликів були Бернат із Любліна (1465—1529) та  Микола Рей (1500—1569), який у збірці «Звіринець» (1562) переробив сюжети фацетій Дж. П. Браччоліні (1380—1459) та Г. Бебеля (1472—1518), наблизивши їх до польської дійсності.  

## Форма
Фіглик Ф. Берната був дванадцятивіршем, у Миколи Рея — восьмивіршем. В обох авторів — парне римування. 

## Зміст
Зазвичай у фіглику критикують людську поведінку та звички, переважно придворних та шляхтичів. Найпопулярнішими вадами для викриття були легковажність, скупість, зажерливість, ревнощі, хитрощі, неуцтво тощо. М. Рей особливо гостро висміював священників. Іноді може містити філософський посил і підтекст. 
|                                           | Влучне, соковите, іноді грубувате слово, дотепність і життєвість сюжетів зробили ці твори надзвичайно популярними. |
| — М. Шаповалова, Г. Рубанова, В. Моторний | |

## Фіглик в українській літературі
В українській літературі відповідником фіглика є співомовка, запроваджена Степаном Руданським.